# Vatnik

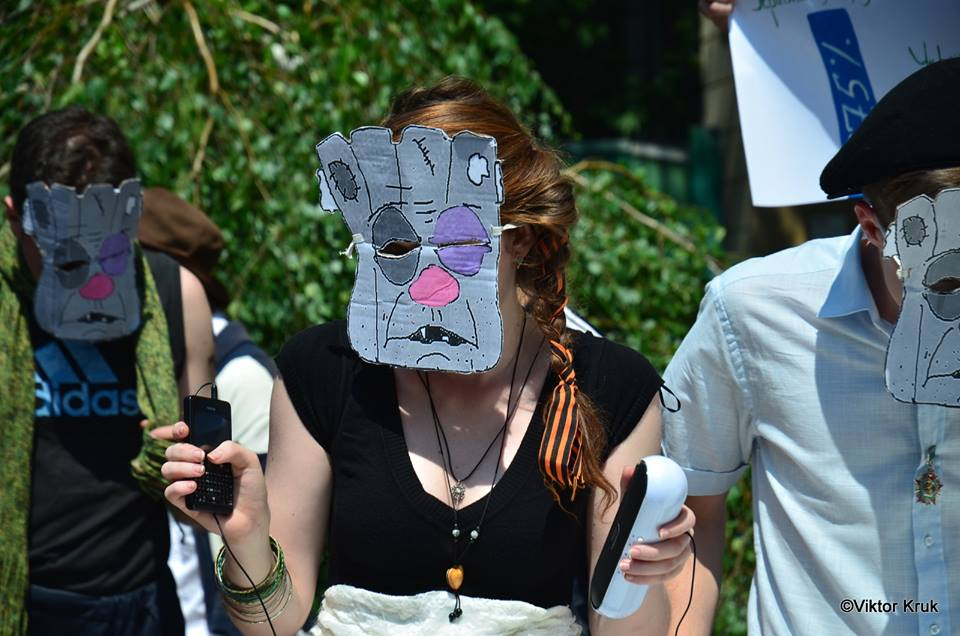
Des manifestants en Ukraine utilisent l'image de « Vatnik » dans le cadre de la campagne de boycott des films russes réalisés par des artistes soutenant la politique de la Russie en Ukraine pendant la guerre du Donbass.

Vatnik ou vatnyk (en russe : ва́тник) est un terme péjoratif, utilisé en Russie et dans d'autres États post-soviétiques. Il est tiré d'un mème Internet introduit en 2011 par l'artiste russe Anton Tchadski, et désigne un adepte inébranlable de la propagande du gouvernement russe.
Tchadski utilise ce terme pour la première fois sur le réseau social VKontakte. Il y fait référence au personnage qu'il a dessiné, celui-ci étant visiblement fabriqué à partir de restes d'une veste en coton matelassé et arborant un œil au beurre noir. Le mot vatnik est directement tiré de la veste en coton (vatnik, aussi appelée telogreika) dont est fait ce personnage.
Dans sa conception originale, le vatnik est chauvin, aveuglément patriotique et inintelligent, soutenant sans réserves les positions des médias gouvernementaux et des brigades web russes,. « En termes simples, le vatnik est représentatif d'un certain archétype russe qui soutient le régime par peur, par haine des autres, ou le plus souvent par une combinaison des deux. », selon le journaliste Jim Kovpak. 

## Historique et description
Le mème est créé par l'artiste russe Anton Tchadski sous le pseudonyme Jedem das Seine (« Chacun le sien »). La photo d'une veste matelassée anthropomorphe de forme carrée similaire au personnage principal de Bob l'éponge est publiée sur VK pour la première fois le 9 septembre 2011. En 2012, le mème devient très populaire sur Internet. Tchadski crée alors le groupe pour le personnage sur VK et l'appelle Rashka - le Vatnik carré. Rashka est un surnom désobligeant en Russie, dérivé de la prononciation anglaise du nom du pays avec le suffixe diminutif russe -k attaché.  
Le dessin original de Tchadski est reproduit et modifié de nombreuses fois. Sont systématiquement incluses la couleur grise, un nez rouge (à cause de la consommation de vodka) et un œil au beurre noir (probablement à cause d'une bagarre avec un autre vatnik),. Le mème se répand dans la société après le début de la guerre russo-ukrainienne en 2014. 
Début 2015, Anton Tchadski déclare qu'il a été contraint de quitter la Russie en novembre de l'année précédente parce qu'il craignait d'être persécuté par le gouvernement. Il vit depuis à Kiev, et prévoit de déménager à Berlin[citation nécessaire]. 

## Exemples d'utilisation
- Automne 2014 - Podrobnosti (groupe Inter), en association avec Irena Karpa, commence à produire une série animée. Plusieurs épisodes sont consacrés au phénomène « vatnik »[réf. nécessaire] ;
- Orest Liutyi a écrit une chanson sur les vatniks, comme un remake de la chanson russe « Landyshy » (en russe : Ландыши). Dans cette chanson, il réutilise le slogan selon lequel Vladimir Poutine est un con [9];
- Nous ne laisserons pas le vata russe entrer dans nos maisons[10], campagne ukrainienne visant à boycotter les films russes ;
- Le fier nom « vatnik » [11], l'un des sujets du concours d'essais et de travaux scientifiques à l'université pédagogique d'État de l'Altaï, qui est dédié au 70e anniversaire de la victoire de l'Union soviétique dans la Grande Guerre patriotique (Seconde Guerre mondiale).
- Fin 2014, l'émission télévisée comique VATA TV (original : ВАТА TV) est diffusée en Ukraine. Elle est consacrée au phénomène « vata » et animée par l'animateur populaire de 5 Kanal, Viktor Lytovchenko. Celui-ci s'exprime principalement en sourjyk (un mélange de russe et d'ukrainien) pendant l'émission.
- En 2015, lors de la célébration du Nouvel An, Anton Tchadski organise la remise du prix « Vatnik de l'année »[12].